# Relations entre Israël et l'UNRWA

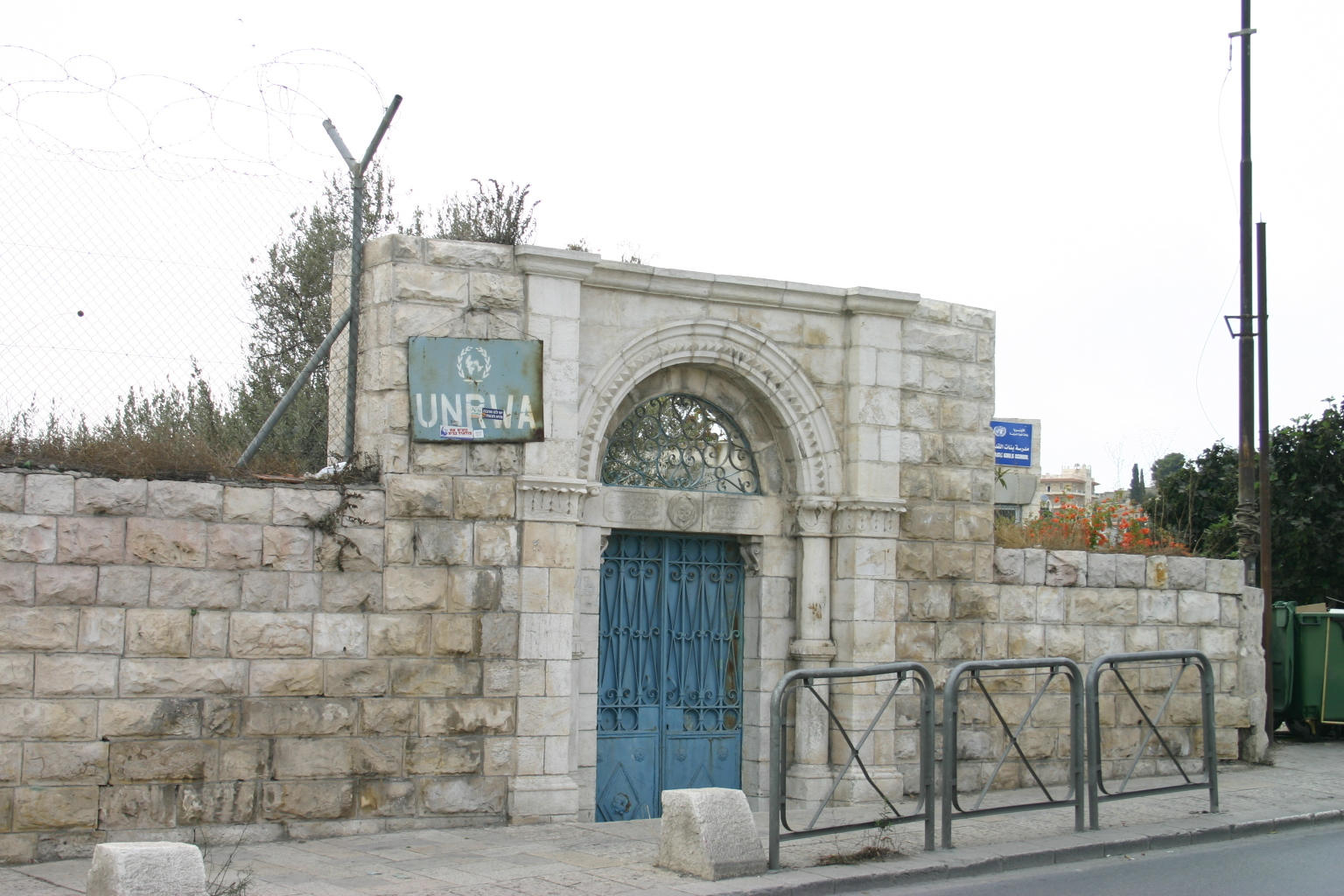
Bureaux de l'UNRWA à Jérusalem-Est, en Cisjordanie occupée par Israël.

Les relations entre Israël et l'UNRWA font référence aux relations entre l'État d'Israël et l’Office de secours et de travaux des Nations unies pour les réfugiés de Palestine dans le Proche-Orient (UNRWA), liées au conflit israélo-palestinien. 
Il s’agit de la plus grande des organisations humanitaires installées dans la bande de Gaza, qui traverse actuellement une crise humanitaire pendant la guerre à Gaza. L’UNRWA a été créée en tant qu’agence des Nations Unies en 1949 pour soutenir l’aide aux réfugiés palestiniens après leur expulsion et leur fuite pendant la guerre israélo-arabe de 1948.
Depuis sa création, l'agence fait régulièrement face à des accusations israéliennes concernant sa neutralité, en particulier depuis les attaques du Hamas contre Israël, le 7 octobre 2023. Israël voit en elle une organisation perpétuant ad vitam æternam le statut des réfugiés et réclame sa suppression. Depuis le début de la guerre à Gaza, l'armée israélienne a mené des attaques meurtrières contre les installations de l'UNRWA à Gaza. Au moins 220 membres de l’agence onusienne ont été tués (à la date du 13 septembre 2024) et plus de 140 de ses centres, dont de nombreuses écoles, ont été bombardés. Il s'agit du plus grand nombre de morts jamais subi par le personnel de l'ONU au cours d'une guerre. En juillet 2024, la moitié des bâtiments de l'organisme situés dans la bande de Gaza ont été détruits par les bombardements. 
Au début de 2024, Israël formule une série d’accusations contre l’UNRWA, notamment sur l'implication présumée d'une douzaine de ses employés dans l'attaque du Hamas contre Israël le 7 octobre 2023. L'UNRWA annonce enquêter sur ces allégations.

## Allégations en 2024
Selon Israël, 12 employés de l'UNRWA sont impliqués dans les attaques et accusés d'avoir participé à divers titres, allant de rôles dans la logistique à l'achat d'armes, ainsi qu'à des prises d'otages jusqu'à la participation directe aux attaques,,. Israël affirme qu'environ 10 % des 13 000 employés de l'UNRWA dans la bande de Gaza ont des liens avec des groupes islamistes, principalement le Hamas et le Jihad islamique palestinien, et que 190 employés de l'UNRWA sont des combattants. En mars 2024 selon Israël, quatre responsables supplémentaires de l'UNRWA sont impliqués dans les attaques, aux côtés de 400 membres du personnel.
Philippe Lazzarini, le commissaire général de l'UNRWA, déclare que l'organisation a licencié les employés concernés, tout en annonçant le lancement d'une enquête, ajoutant que tout membre du personnel reconnu responsable fera face à des conséquences,,,. Selon le secrétaire général de l'ONU, António Guterres, neuf employés de l'UNRWA ont été licenciés, un est décédé et l'identité de deux autres personnes impliquées dans l'affaire est en cours de clarification. Lazzarini précise le 9 février avoir suivi une « procédure régulière inversée », licenciant le personnel sans examiner aucune preuve, priorisant une action rapide dans ces circonstances. Le 19 février, il déclare qu'Israël n'a fourni aucune preuve pour étayer ses affirmations. Fin février, un rapport des services de renseignement américains exprime une « faible confiance » dans les affirmations israéliennes sur l'UNRWA. Un rapport de l'UNRWA de février 2024 dénonce le recours à la torture de la part d'Israël dans le but d'obtenir des « aveux forcés » des employés de l'UNRWA comme ayant des liens avec le Hamas,.
Le 10 février 2024, les forces armées israéliennes ainsi que le Shin Bet ont déclaré avoir découvert un tunnel du Hamas sous le siège de l'UNRWA dans la bande de Gaza. Selon Israël, ce réseau souterrain était alimenté en électricité par le siège de l'UNRWA. Des armes et des documents auraient été retrouvés au siège de l'UNRWA. Des photojournalistes de Reuters et de l'AFP ont pu visiter à la fois le bâtiment et le tunnel. L'UNRWA se défend en indiquant avoir abandonné ce bâtiment le 12 octobre 2023 sur ordre des autorités israéliennes et qu'elle ne sait pas ce qui s'y est passé depuis. L'agence des Nations unies a demandé l'ouverture d'une enquête indépendante,.

### Conséquences
La controverse conduit plusieurs grands pays donateurs à suspendre leur financement de l'UNRWA, notamment les États-Unis, l'Allemagne et le Japon. L'arrêt des fonds est critiqué par plusieurs organisations internationales, compte tenu de la situation humanitaire dans la bande de Gaza en raison de l'invasion israélienne, notamment l'Organisation mondiale de la santé, Médecins sans frontières et Amnesty International. Ces organisations dénoncent « les pays les plus riches du monde ayant commis une cruelle décision… en punissant la population la plus vulnérable de la planète en raison des crimes présumés de 12 individus »,. En réponse, certains autres pays occidentaux — l’Espagne, le Portugal, et l’Irlande, — ont augmenté leur financement de l’UNRWA. L'UE, qui avait suspendu son financement en attendant les résultats des enquêtes, l'a rétabli puis augmenté le 1er mars 2024, tandis que l'Australie, le Canada, le Japon, la Suède et la Finlande doivent le rajuster,. Le 23 mars 2024, les États-Unis annoncent supprimer tout financement de l’UNRWA jusqu'en mars 2025.
Le 24 mars 2024, les autorités israéliennes indiquent qu'elles n'autorisent plus le passage des convois humanitaires de l'UNRWA vers le nord de Gaza qui abrite encore environ 300 000 personnes,, livrant la quasi-totalité des 2,4 millions d'habitants de la bande de Gaza à une possible famine selon l'ONU.
Le parlement israélien déclare le 22 juillet 2024 l'UNRWA « organisation terroriste ». Cette décision est vivement critiquée, y compris par des États alliés à Israël.